# Хосе-Клементе-Пас (город)
Хосе Клементе Пас — город, центр одноимённого муниципалитета в провинции Буэнос-Айрес, Аргентина.
Расположен в 40 км к северо-западу от города Буэнос-Айрес.
В городе есть железнодорожный вокзал Сан-Мартин, несколько автобусных остановок, мэрия, банки, административные учреждения, штаб-квартира Национального университета Хосе С. Пас, несколько евангельских христианских церквей, церковь Христианской Ассамблеи «Бог есть Любовь» с сотнями прихожан в главной церкви.

## История
- 1869. Хуан Буццини его сыновья создают животноводческие и сельскохозяйственные предприятия.
- 1870. На земле старой партии генерала Сармьенто, расположенной на берегу реки Арройо Пинасо на северо-западе, зарождается новый город.
- 1891. Хуан Буццини продал свою землю, и она осталась в руках Хосе Висенте Алтубе из Оньяте, Гипускоа.
- 1912. В июле в Монте-Карло (Монако) умер Хосе Клементе Пас, близкий друг Хосе Висенте Альтубе. Он был основателем газеты La Prensa.
- 1913. 5 мая 1913 года по просьбе Хосе Висенте Алтубе министра общественных работ присвоил железнодорожной станции имя Хосе К. Паса. Официальная церемония состоялась13 июля в присутствии большой толпы. Через несколько лет во время торжества на площади Хосе Альтуве (ныне площадь Мануэля Бельграно), Хосе Висенте Альтуве снял с нее табличку со своим именем и установил табличку с именем Хосе К. Пас.
- 1994. Законом штата № 11551 создан муниципалитет Хосе К. Пас площадью 53 квадратных километра.
- 2021. Признание ЮНЕСКО «Городом обучения».

## Здравоохранение
В районе Хосе С. Пас имеется восемь муниципальных больниц, одна государственная больница, одна УПА и 22 центра первичной медико-санитарной помощи.